# Lucien Clergue
Lucien Clergue (14 de agosto de 1934 - 15 de novembro de 2014) foi um fotógrafo francês. Foi presidente da Académie des Beaux-Arts.